# 芦村镇 (界首市)
芦村镇，是中华人民共和国安徽省阜阳市界首市下辖的一个乡镇级行政单位。

## 行政区划
芦村镇下辖以下地区：
芦村、路洼村、小徐村、穆寨村、枣林村和郭寨村。